# Prakthonungsfågel
Prakthonungsfågel (Melidectes torquatus) är en fågel i familjen honungsfåglar inom ordningen tättingar.

## Utseende och läte
Prakthonungsfågeln är en rätt stor medlem av familjen. Den är distinkt tecknad med svartfjälliga flanker, ett svart bröstband och svart huvud med en stor orangegul hudflik vid ögat. Den har vidare svart även på hakan och en liten röd teckning vid näbbroten. Andra honungsfåglar i Melidectes är större och saknar alla vitt på buken och bröstbandet. Lätet är ett ljudligt och ihåligt "chok!" ofta följt av en något raspig ramsa.

## Utbredning och systematik
Prakthonungsfågel förekommer på Nya Guinea och delas in i sex underarter med följande utbredning:
- Melidectes torquatus torquatus – nordvästra Nya Guinea (berg på Vogelkophalvön)
- Melidectes torquatus nuchalis – centrala Nya Guinea (bergen Weyland, Nassau och Snow Mountains)
- Melidectes torquatus mixtus – centrala Nya Guinea (Sudirmanbergen och Victor Emanuel)
- Melidectes torquatus cahni – nordöstra Nya Guinea (berg på Huonhalvön)
- Melidectes torquatus polyphonus – nordöstra Nya Guinea (Bismarckarkipelagen till Herzogberget)
- Melidectes torquatus emilii – bergstrakter på sydöstra Nya Guinea

## Levnadssätt
Prakthonungsfågeln är en vanlig honungsfågel i skogar och öppningar i låglänta områden upp till medelhöga bergstrakter.

## Status och hot
Arten har ett stort utbredningsområde och tros öka i antal. Internationella naturvårdsunionen IUCN listar den därför som livskraftig (LC).